# Anais (Charente)
Anais é uma comuna francesa na região administrativa da Nova Aquitânia, no departamento de Charente. Estende-se por uma área de 9,87 km². Em 2010 a comuna tinha 595 habitantes (densidade: 60,3 hab./km²).